# Tsarimir
Tsarimir (Bulgaars: Царимир) is een dorp in Bulgarije. Het dorp is gelegen in de gemeente Saedinenie in de oblast Plovdiv. De afstand tot Plovdiv is 21 km en de afstand tot Sofia is 117 km. 

## Bevolking
Het dorp telde in december 2019 890 inwoners, een daling vergeleken met het maximum van 2.511 in 1956.
|  |

Van de 1143 inwoners reageerden er 1125 op de optionele volkstelling van 2011. Van deze 1125 respondenten identificeerden 1094 personen zichzelf als etnische Bulgaren (97,2%), gevolgd door 18 Bulgaarse Turken (1,6%) en 12 Roma (1,1%). 1 respondent (0,1%) gaf geen etniciteit op.
| Etniciteit   | Aantal | %     |
| ------------ | ------ | ----- |
| Bulgaren     | 1094   | 97,2% |
| Turken       | 18     | 1,6%  |
| Roma         | 12     | 1,1%  |
| Overig       | 1      | 0,1%  |
| Respondenten | 1125   |       |